# Byrup
Byrup es una localidad situada en el municipio de Silkeborg, en la región de Jutlandia Central (Dinamarca), con una población estimada a principios de 2012 de unos 1609 habitantes.
Se encuentra ubicada en el centro de la península de Jutlandia, a poca distancia al oeste de la ciudad de Aarhus.